# Yannick Flohé
Yannick Flohé (* 1999) je německý reprezentant ve sportovním lezení, mistr Německa a juniorský vicemistr světa v boulderingu.

## Výkony a ocenění

### Závodní výsledky
| Světový pohár | Světový pohár | Světový pohár | Světový pohár  | Světový pohár    |
| Rok           | 2015          | 2016          | 2017           | 2018             |
| ------------- | ------------- | ------------- | -------------- | ---------------- |
| Obtížnost     | 0             | 0             | 0              | 32               |
| jednotlivě*   | ,49,          | ,31,62,       | ,33,57,        | ,-,-,21,15,18,   |
|               |               |               |                |                  |
| Rychlost      | —             | —             | —              | 0                |
| jednotlivě*   | —             | —             | —              | ,-,-,63,64,      |
|               |               |               |                |                  |
| Bouldering    | —             | —             | 47             | 27               |
| jednotlivě*   | —             | —             | 17,-,-,-,-,-,- | 20,-,-27,18,18,- |
|               |               |               |                |                  |
| Kombinace     | —             | —             | 125-126        | 19               |

* poznámka: nalevo jsou poslední závody v roce, body do celkového umístění jsou jen z první třicítky v závodu; v roce 2017 se kombinace počítala i z jednoho závodu
| Mistrovství Německa | Mistrovství Německa | Mistrovství Německa |
| Rok                 | 2017                | 2018                |
| ------------------- | ------------------- | ------------------- |
| Obtížnost           | 5                   | 4                   |
| Rychlost            | —                   | 1                   |
| Bouldering          | 6                   | 1                   |
| Kombinace           | —                   | 2                   |

| Mistrovství světa juniorů | Mistrovství světa juniorů | Mistrovství světa juniorů |
| Rok                       | 2017 junioři              | 2018 junioři              |
| ------------------------- | ------------------------- | ------------------------- |
| Bouldering                | 5                         | 2                         |

| Mistrovství Evropy juniorů | Mistrovství Evropy juniorů |
| Rok                        | 2017 junioři               |
| -------------------------- | -------------------------- |
| Bouldering                 | 3                          |

| Evropský pohár juniorů | Evropský pohár juniorů | Evropský pohár juniorů |
| Rok                    | 2017 junioři           | 2018 junioři           |
| ---------------------- | ---------------------- | ---------------------- |
| Obtížnost              | 7                      | 9-10                   |
| jednotlivě*            | -,,,-                  | -,,-,-                 |
|                        |                        |                        |
| Bouldering             | 8                      | 15                     |
| jednotlivě*            | ,-,,-,-                | -,,16                  |

* poznámka: nalevo jsou poslední závody v roce